# Awha
Awha (arabiska: عَوْهَة), även Jazirat Awha (جَزِيرَة عَوْهَة) eller Auha, är en ö i Kuwait. Den hör till Huvudstadsprovinsen och ligger i den östra delen av landet, 40 km öster om huvudstaden Kuwait. Arean är 0,34 kvadratkilometer.